# Entophysalis
Genre
Entophysalis est un genre de cyanobactéries (ou cyanophycées : Cyanophyceae) de la famille des Entophysalidaceae, un groupe qui est apparu il y a environ 3,8 milliards d'années et qui constitue encore aujourd'hui une classe des bactéries (procaryotes). 

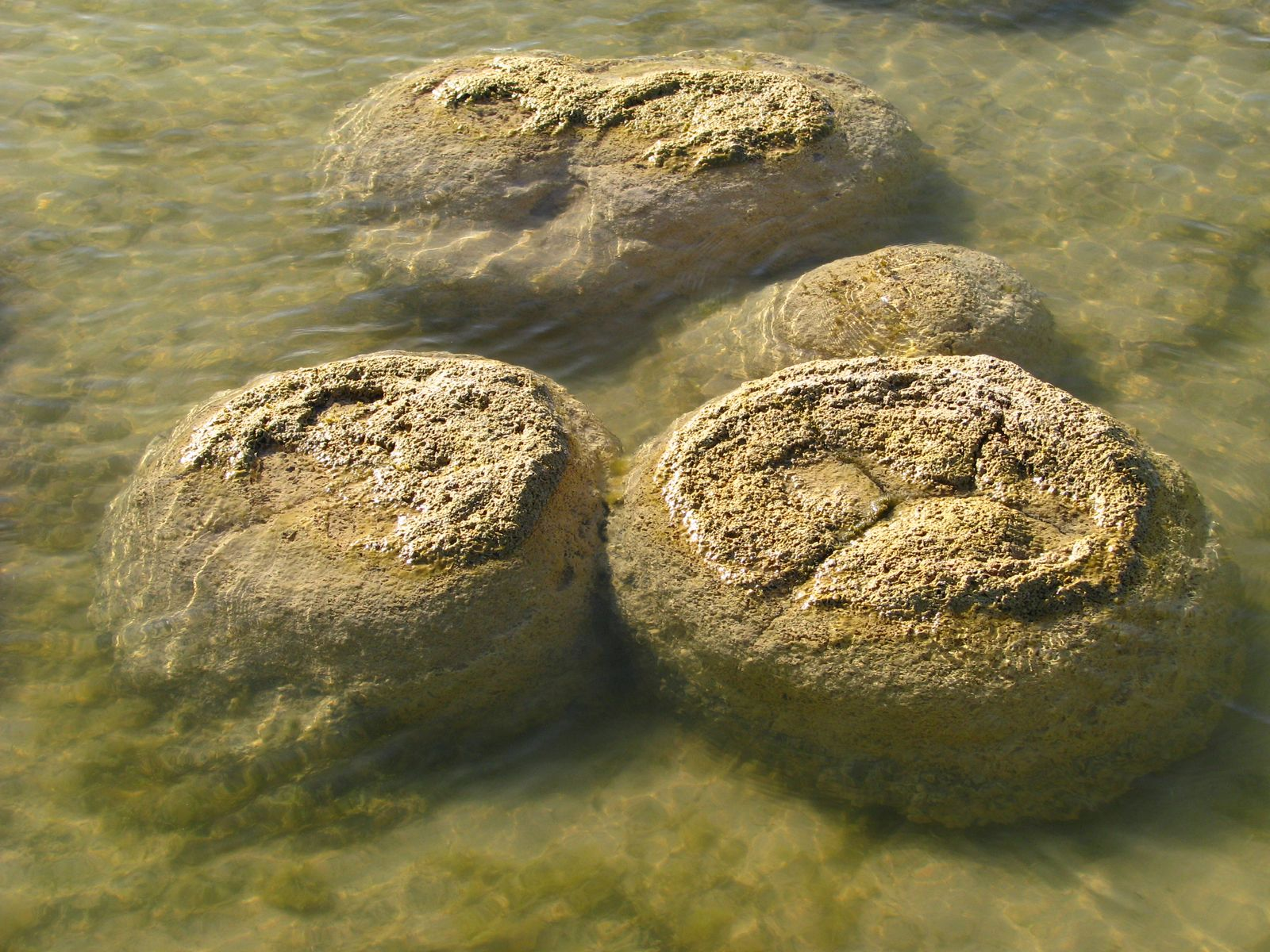
Stromatolithes sur le littoral de l'Ouest de l'Australie, dans le parc national de Yalgorup (on en trouve aussi dans la réserve naturelle marine de Hamelin Pool (Shark Bay, Australie) et dans le "Lake Thetis" (Ouest de l'Australie). Les stromatolithes sont des roches calcaires récifales biogéniques (notamment construites par Entophysalis), qui existaient déjà il y a plus de 3 milliards d'années, et dont quelques exemplaires actifs peuvent encore être observés, dont en Australie.

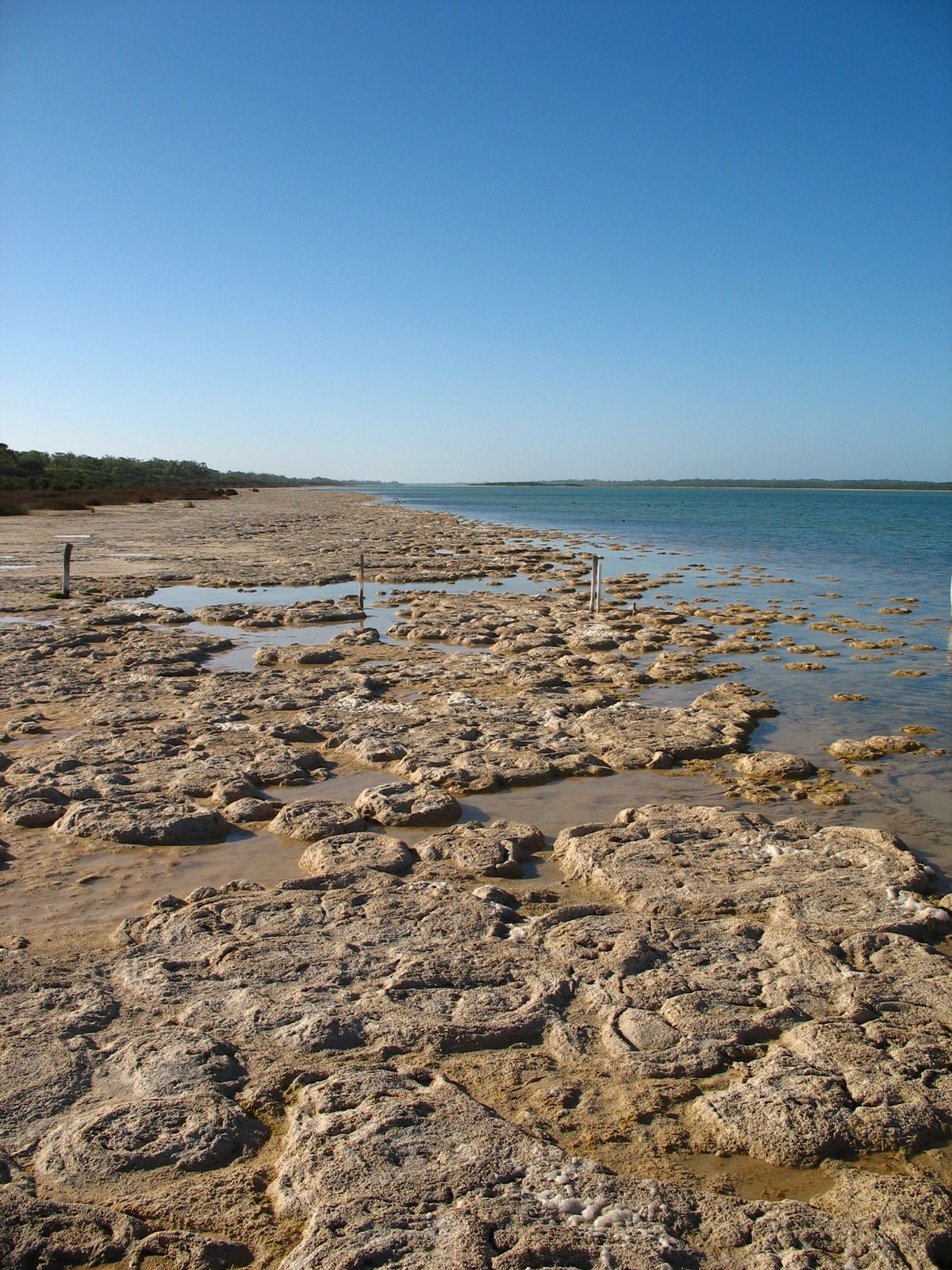
Après colmatation des espaces entre stromatolithes, des platiers se constituent, qui correspondent au niveau maximal de l'eau

Ces organismes sont très anciens et notamment impliqués dans la bio-construction des stromatolites dont les premiers semblent remonter au Précambrien. 
Ce groupe de bactéries primitives représenterait ainsi la plus longue lignée parmi toutes les espèces connues sur la planète et encore vivantes.

## Liste d'espèces
Selon World Register of Marine Species (19 mars 2021) :
- Entophysalis arboriformis Kastovský, Fucíková, Hauer & Bohunická, 2011
- Entophysalis atrata R.Tavera & Komárek, 1996
- Entophysalis brebissonii (Meneghini) F.E.Drouet & W.A.Daily, 1948
- Entophysalis chlorophora N.L.Gardner, 1927
- Entophysalis collinsii G.De Toni, 1934
- Entophysalis conferta (Kützing) Drouet & Daily, 1948
- Entophysalis cornuana Sauvageau, 1892
- Entophysalis crustacea (J.Agardh) F.E.Drouet & W.A.Daily, 1952
- Entophysalis cryptarum (Farlow) F.E.Drouet, 1942
- Entophysalis deusta (Meneghini) F.E.Drouet & W.A.Daily, 1948
- Entophysalis elongata (Wille) F.E.Drouet & W.A.Daily, 1952
- Entophysalis granulosa Kützing, 1843
- Entophysalis lemaniae (C.Agardh) Drouet & Daily, 1956
- Entophysalis lithophila R.Tavera & Komárek, 1996
- Entophysalis magnoliae Farlow, 1881
- Entophysalis major Ercegovic, 1932
- Entophysalis majus Ercegovic, 1932
- Entophysalis marginalis Hollenberg, 1939
- Entophysalis perrieri Frémy, 1930
- Entophysalis robusta H.-J.Chu, 1952
- Entophysalis rubra M.Watanabe & Komárek, 1994
- Entophysalis samoensis Wille, 1913
- Entophysalis sinensis H.-J.Chu, 1944
- Entophysalis violacea Weber Bosse, 1913
- Entophysalis weningeri Bourrelly, 1984
- Entophysalis willei N.L.Gardner, 1927
- Entophysalis zonata N.L.Gardner, 1927